# Avgoustinos (Kantiotis)
Avgoustinos (světským jménem: Andreas Kantiotis; 20. dubna 1907 Piso Livadi – 28. srpna 2010 Florina) byl řecký pravoslavný duchovní Řecké pravoslavné církve, arcibiskup a metropolita Floriny, Prespai a Eordaia.

## Život
Narodil se 20. dubna 1907 v Piso Livadi na ostrově Paros jako syn obchodníka Nikolaose Kantiotise a učitelky Sofie.
Navštěvoval vesnickou školu na ostrově Paros a poté gymnázium na ostrově Syros. Následně studoval na teologické fakultě Athénské univerzity. Roku 1929 se vrátil domů pomáhat své matce, která učila na ostrově Ios.
V letech 1929–1934 byl učitelem na Kykladech.
Roku 1934 se stal osobním sekretářem metropolity Aitólie a Akarnánie Ierothea (Paraskevopoulose) a v letech 1934–1941 byl protosynkelem metropolie Aitólie a Akarnánie.
Roku 1935 byl postřižen na monacha se jménem Avgoustinos. Stejného roku byl rukopoložen na hierodiakona a roku 1942 na jeromonacha.
Roku 1941 odešel do Ioánniny. Až do roku 1942 byl vězněn italskými okupačními silami.
Roku 1942 se stal knězem ve městě Giannitsa.
V letech 1943–1945 se spolu s metropolitou Servia a Kozani Ioakeimem (Kozanisem) ukrýval v horách před pronásledováním německého gestapa, otevřel si zde kuchyni a živil potřebné.
V letech 1945–1947 sloužil v metropolii Grevena a v letech 1947–1950 byl knězem a kazatelem druhé brigády řecké armády v Kozani.
Roku 1951 byl arcibiskupem Spyridonem jmenován prvním kazatelem v Athénské archiepiskopie.
Roku 1967 byl Svatým synodem Církve Řecka zvolen metropolitou Floriny, Prespai a Eordaia. Dne 25. června proběhla jeho biskupská chirotonie.
V dubnu 1968 ho pod záminkou duševní choroby málem připravila o biskupské křeslo tehdejší vládnoucí Řecká vojenská junta, zastal se jej však arcibiskup athénský Ieronymos I.
Roku 1996 mu byl srbským patriarchou Pavlem udělen za velkou duchovní podporu a velkou materiální pomoc Srbské pravoslavné církvi Řád svatého Sávy I. třídy.
Dne 15. ledna 2000 byl penzionován.
Byl autorem více než 80 knih o duchovním životě, z nichž některé byly přeloženy do jiných jazyků. Ve svých publikacích se neomezoval na čistě církevní otázky, ale v poli své pozornosti ponechal i sociální problémy.
Byl zastáncem tradiční řecké pravoslavné víry, vystupoval proti ekumenickému hnutí a vyznačoval se konzervativními názory, například roku 1949 se poprvé postavil proti zednářským lóžím a roku 1952 se postavil proti soutěži Miss Řecko.
Zemřel 28. srpna 2010 ve Florině. Pohřben byl na vlastní přání v monastýru svatého Augustina ve Florině.